# Синь-Сурьял
Синь-Сурья́л (чув. Ҫӗнӗ Сӑръел, Ҫӗн Сӑр ял) — деревня в Вурнарском районе Чувашской Республики. Входит в состав Ойкас-Кибекского сельского поселения.

## География
Находится в центральной части Чувашии, на расстоянии приблизительно 15 км на северо-восток по прямой от районного центра поселка Вурнары.

## История
Известна с 1795 года, когда здесь было 14 дворов и 201 житель, в 1858 году — 219 человек, в 1906 году 61 двор и 294 жителя. Образована выходцами из деревни Третьи Алгаши (ныне Троицкое). В 1926 году учтен 71 двор и 350 жителей. В 1939 было учтено 359 жителей, в 1979—170. В 2002 году было 49 дворов, в 2010 — 39 домохозяйств. В 1931 году был образован колхоз «Черемышево».

## Население
Постоянное население составляло 137 человек (чуваши 99 %) в 2002 году, 113 в 2010.